# فهرست فرودگاه‌های سنت کیتس و نویس
این مقاله شامل فهرست فرودگاه‌های سنت کیتس و نویس است که بر پایهٔ مکان قرارگیری آن‌ها مرتب شده‌است.

## فهرست
| مکان                      | ایکائو | یاتا | نام فرودگاه                       |
| باسه‌تر، سنت کیتس          | TKPK   | SKB  | فرودگاه بین‌المللی رابرت ل. بریدشو |
| Charlestown، نویس (جزیره) | TKPN   | NEV  | فرودگاه بین‌المللی ونس و. آموری    |